# 中華基督教會基朗中學
中華基督教會基朗中學（英語：CCC Kei Long College）是由中華基督教會香港區會主辦的一所津貼男女文法中學，校舍與鄰校聖公會白約翰會督中學並建共用，創校於1982年，建立目的是見證基督在元朗。基朗中學位於香港元朗鳳攸南街8號，與基元中學為姊妹校。於2008－2009年度，基朗宣佈逐漸轉型為一間英文中學（EMI）。

## 校史
1980年，中華基督教會獲教育司署批准於元朗同時創立兩間中學：中華基督教會基朗中學和中華基督教會基元中學。至1982年，基元中學校舍率先落成，而此校則借用該校舍開課。1984年，真正屬於「基朗」的校舍竣工，在1982年至1984年間，學生須到基元中學校舍上課。第一屆畢業生畢業。
1991年，第一屆學生會幹事會就職。1994年，第一屆家長教師會成立，陳潔貞女士接任校長。1997年，學校進行擴建，加多一層，於禮堂及全校課室裝上空調。2001年，家長資源中心啟用。

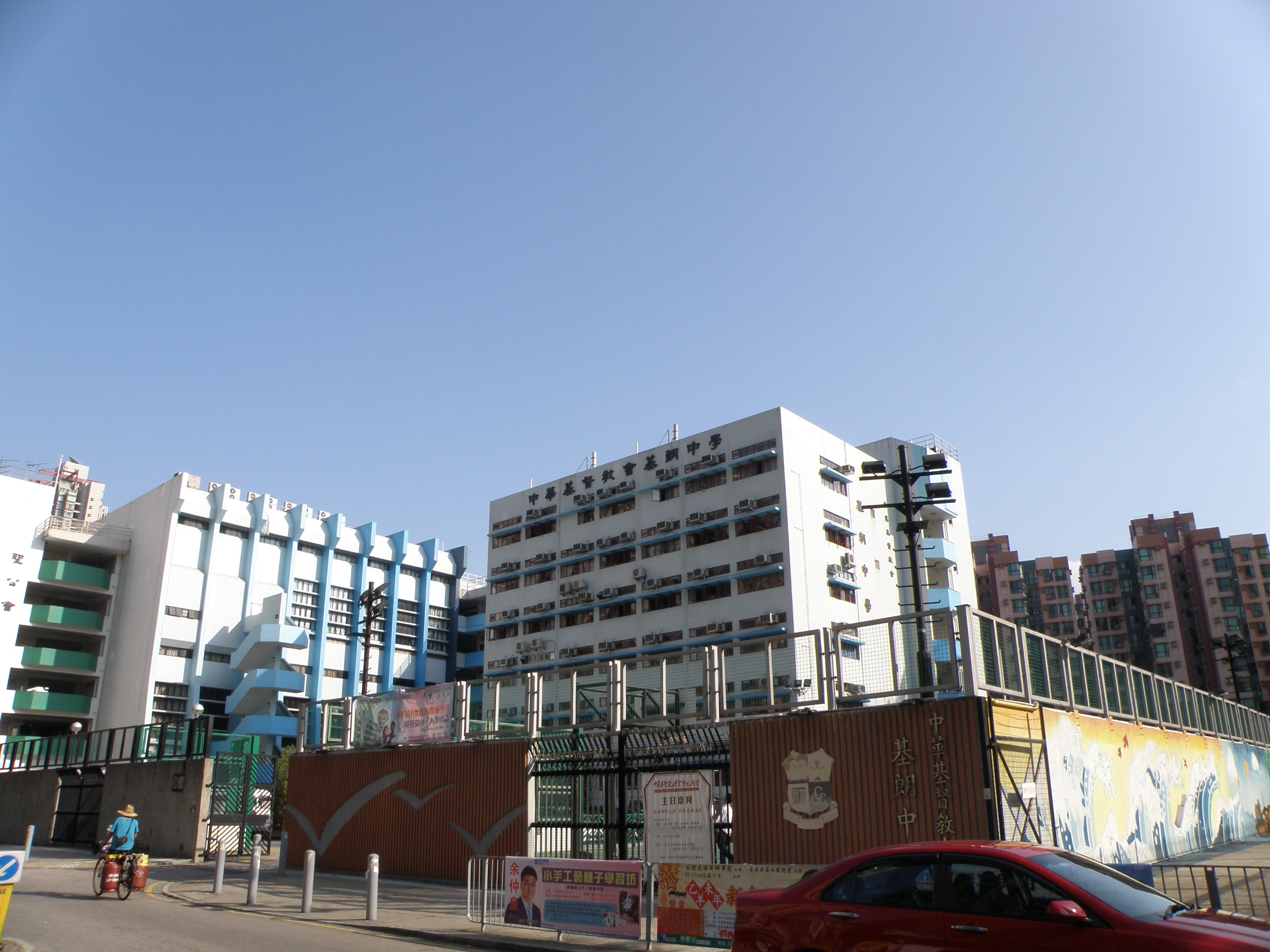
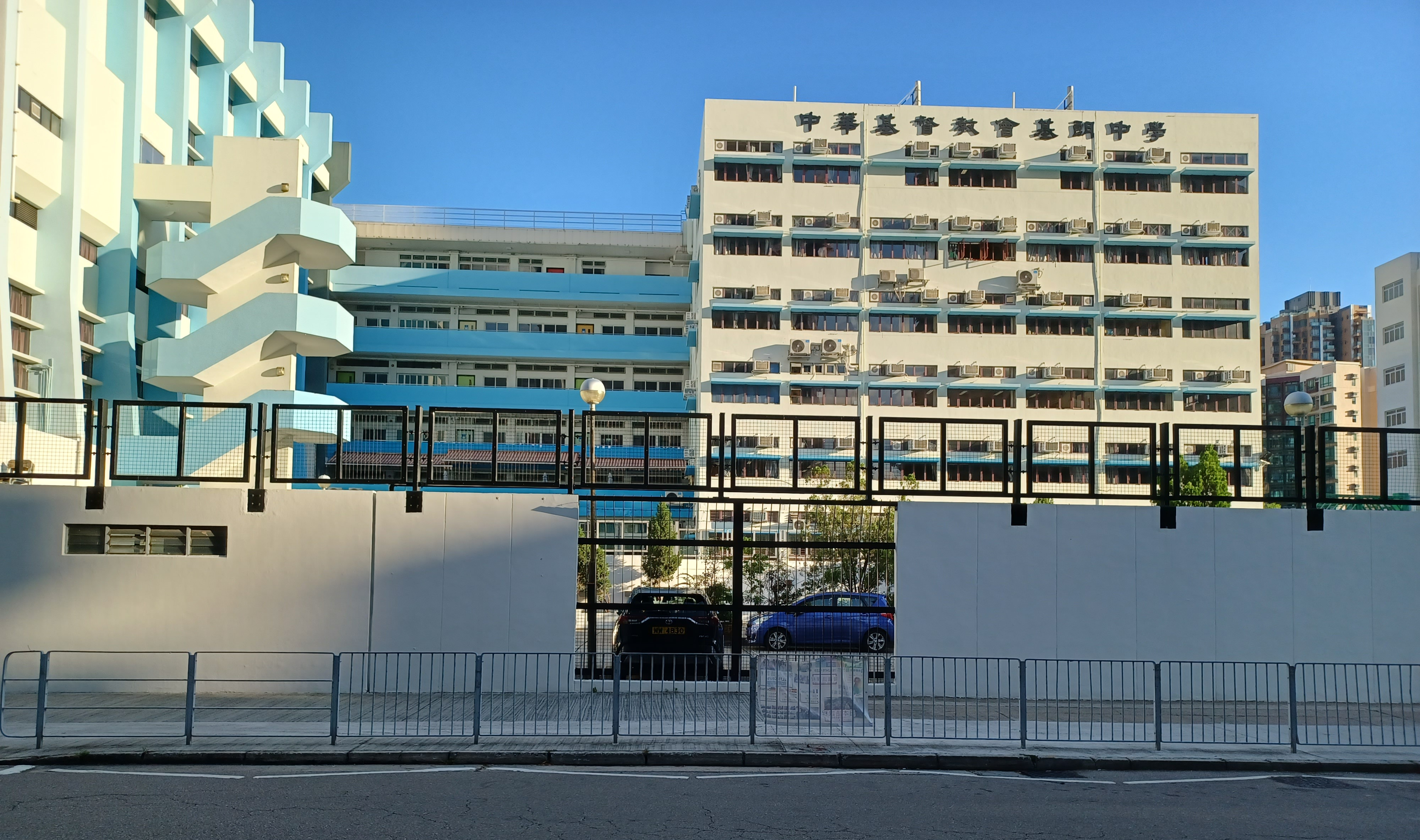
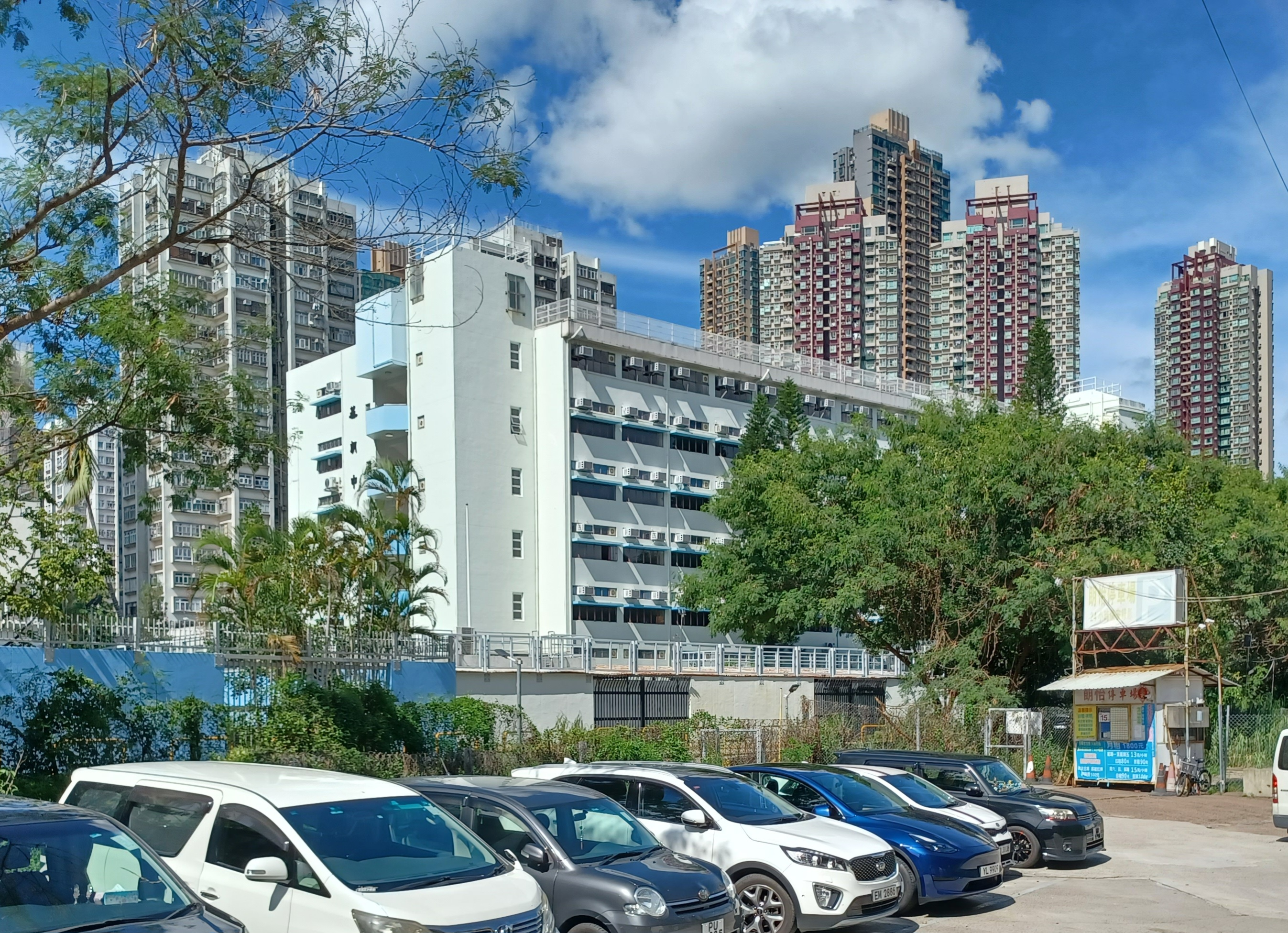

2022年，基朗踏入40周年。

## 校政管理
歷任校監
- 1982年至1984年：汪彼得 牧師
- 1984年至1985年：李清詞 牧師
- 1985年至1988年：郭乃弘 牧師
- 1988年至1993年：翁珏光 牧師
- 1993年至1995年：吳振智 牧師
- 1995年至1999年：吳榮恩 牧師
- 1999年至2003年：余英嶽 牧師
- 2003年至2005年：陸輝 牧師
- 2005年至2009年：蘇成溢 牧師
- 2009年至2012年：許俊炎 先生
- 2012年至2018年：梁天明 先生
- 2018年至今：張群顯 先生

歷任校長
- 1982年至1994年：葉妙玲 女士
  - 1993年至1994年：陳高柱 先生（署任）
- 1994年至2007年：陳潔貞 女士
- 2007年至2008年：陳翠琴 女士（署任）
- 2008年至2011年：成偉邦 先生
- 2011年至2020年：羅紹明 先生
- 2020年至2024年：劉家倫 先生
- 2024年至今：曾頴基 先生

## 校訓
識真理、得自由、以服務

## 社制
共分為四個社別，而社名均以校名訂出，這四社包括：「基」（藍）、「朗」（紅）、「中」（綠）及「學」（黃）。每位新生在入學時，均會被校方不依規律地分配到「基」、「朗」、「中」、「學」其中一社。

## 收生組別
根據校務服告《零七至零八師生成果及零八至零九新里程》中指出，基朗中學過去中一新生主要來自成績較優異組別的學生及少數次等組別的學生。

## 事件
2010年5月19日下午約1時，基朗中學課室內一條光管突然斷裂，碎片擊傷一名女學生，女生當場頭破血流，須送院治療。校方表示近期已先後發生三次光管斷裂事件，並指暑假期間校方會全面更換全校同類的舊式光管和燈罩。

## 著名/傑出校友
- 葉翠翠：2005年香港小姐冠軍
- 周梓淇：2006年卡塔爾多哈亞運會，女子劍擊個人及團體銅牌
- 吕楚威：前香港籃球代表隊成員，現任籃球隊教練
- 紀嘉文：香港一名中長跑及長跑運動員及運動教練
- 陳繼宇：香港理工大學專業及持續教一學院資訊科技總監
- 潘冠霖：香港女演員
- 李澤邦（Bond Lee）：魔術師
- 鄭詠謙： 無綫電視藝員

## 外部連結
- 中華基督教會基朗中學（页面存档备份，存于）
- 校務報告《零七至零八師生成果及零八至零九新里程》[永久]

22°26′29″N 114°02′04″E / 22.441301°N 114.034374°E